# Moai

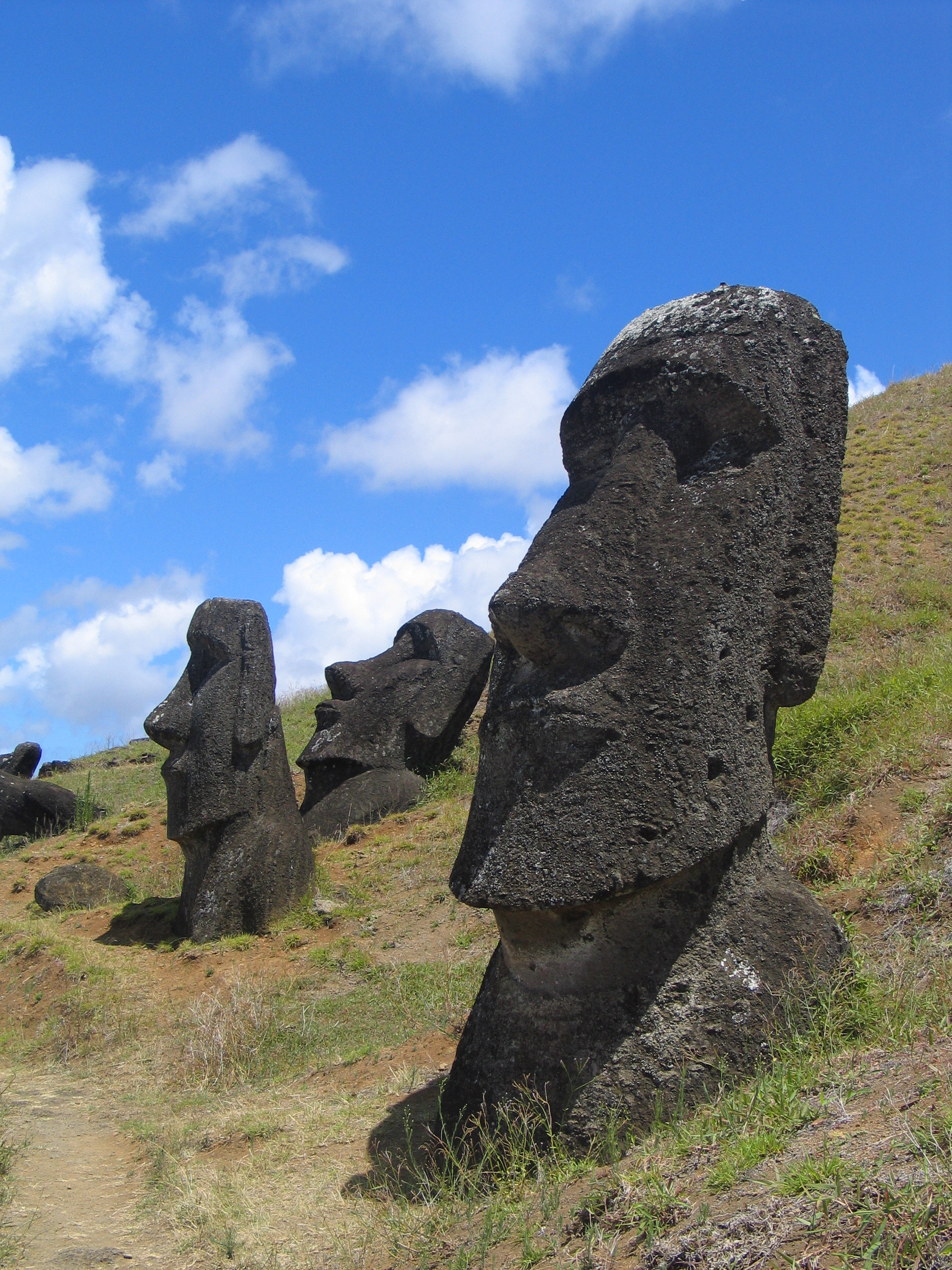
Moai v kráteru Rano Raraku

Moai jsou monolitické kamenné sochy, roztroušené na Velikonočním ostrově. Vypadají jako vysoké placaté obličeje. Přestože jsou známé jako „hlavy“, často mají i krk, ramena, ruce a tělo, ale ty jsou dnes zasypané v zemi.
Co dotyčné slovo skutečně znamená, zatím není jisté. Vznik a účel soch obklopuje mnoho hypotéz. Jisté je, že sochy bylo velmi obtížné a nákladné vyrobit a že byly dopravovány do poloh vzdálených od místa, kde se získával materiál na jejich výrobu.
Sochy byly popularizovány především knihami Thora Heyerdahla.

## Vzhled
Kromě neobvyklého tvaru – nemají nohy, tělo je jen naznačeno a nejpropracovanější je hlava – na některých moai zaujme klobouk pukao z červené horniny. Podle nejvíce přijímané teorie nejde o klobouk, ale styl účesu, který se na Rapa Nui nosil v dobách vzniku posledních soch. Pukao během let obvykle spadly, dnes jsou k některým sochám opět doplněny. Původně byly některé sochy vybaveny také korálovýma očima. Největší stojící moai měří 9,8 metru, nejmenší jen 1,13. Průměrná výška soch pak činí asi 4 metry a průměrná hmotnost necelých 14 tun. Jsou na nich i petroglyfy. Nejde však o rongorongo.

## Materiál
Materiálem k výrobě soch byly především trachytové tufy, ale k jejich zhotovování byly používány i jiné horniny jako např. mugearity nebo pemza. Největší „sochařská dílna“ byla na vnějších svazích a uvnitř kráteru Rano Raraku, ale sochy vznikaly i na jiných místech ostrova. V Rano-Raraku a na jeho svazích je možné dosud nalézt údajně 311 soch, z nichž některé dosahují výšky téměř 10 metrů a hmotnosti 80 tun. Nachází se zde i největší socha na ostrově o délce 21,8 metru a hmotnosti 270 tun. Řada soch v kráteru či na jeho svazích není dokončena včetně této největší, která spočívá neoddělená ve skále; důvod spatřují někteří odborníci v tom, že se zřejmě při jejich opracovávání narazilo na větší xenolit (kus jiné horniny v původním materiálu) a kameníkům již nestálo za to v práci pokračovat. Na svahu kráteru se nachází také jedna z nejzajímavějších soch – Moai Tukuturi, jediná klečící moai na ostrově. Jedna z teorií říká, že tato moai byla vytesána jako první, ale pak nebyla akceptována.[zdroj?]

## Výrobní postup
V kráteru Rano Raraku je na několika nedokončených sochách také možné rekonstruovat způsob jejich výroby. Nejdřív se ve skále obsekal hrubý tvar (moai byla tesána vždy ležící na zádech). Poté začaly být prováděny současně práce na hlavě a spodní části sochy, která přitom zůstala po celou dobu na spodní straně spojena s podkladem úzkým pruhem neopracované skály. Až po detailním opracování ostatních částí sochy bylo toto poslední spojení s podkladem přerušeno a socha mohla být vztyčena. Závěrečnou fází práce na soše bylo opracování místa bývalého spoje sochy s podkladní skálou.

## Umístění
Sochy byly přepravovány na vzdálenost až 16 km a byly umísťovány na speciálně připravené kamenné plošiny, kterým se říká ahu. Ty byly převážně rozmístěny podél pobřeží. Nejznámější ahu se nachází na svahu sopky Maunga Terevaka, nazývá se Ahu-Akivi a je to jediné ahu, odkud se sochy dívají směrem k moři. Všude jinde jsou sochy obráceny obličeji do vnitrozemí. Největší ahu se nazývá Ahu-Tongariki ve východní části ostrova, je asi 2 metry vysoká a je na ní umístěno 15 soch. Největší kdysi vztyčená moai se dá nalézt u Ahu-Te Pito Te Kura, která se nachází na severním pobřeží ostrova. Nyní však tato 10metrová socha leží po pádu rozpůlená na dva kusy. I další významné ahu se nachází u severního pobřeží a nazývá se Ahu-Ature Huki. Přestože na ní stojí pouze jedna socha, je památné tím, že tuto sochu za pomoci ostrovanů vztyčil Nor Thor Heyerdahl. Její vztyčení trvalo 18 dní a podílelo se na něm 12 lidí. Další ahu, Ahu-Nau Nau, je zvláštní nejen tím, že čtyři ze sedmi soch mají nasazeny pukao, ale i tím, že u nich byly objeveny úlomky korálů a skal, které archeologové označili za oči moai. Tyto úlomky se dnes nacházejí v místním muzeu. Podle posledních informacích je na ostrově zdokumentováno 311 soch moai, z čehož jen 78, tedy asi třetina, byla dopravena až na některé z ahu. Největší část soch zůstala přímo u zdroje, tedy na svahu sopky Rano Raraku, což je zřejmě důsledek nesmírné náročnosti přepravy soch.
Studie Roberta J. DiNapoliho a kol., amerických vědců z Binghamton University, uvádí, že obří megality byly budovány u zdrojů pitné vody. Domorodí obyvatelé pro získávání vody využívali tzv. „pobřežní chrliče“, což jsou místa, kterými do okolní mořské vody proudí čerstvá pitná voda. Ta se nejprve vsákne do půdy, odkud se následně dostane do jeskyní a pak do oceánu. Zmíněná studie naznačuje korelaci umístění soch a přítomnosti právě těchto zdrojů vody.

## Přeprava
Mnoho teorií o přepravě moai bylo publikováno po celém světě. V České republice jednu teorii, jak sochy přepravovat, představil český vědec Pavel Pavel, který tzv. „rozchodil sochy“. Jeho v praxi předvedený experiment především ukázal, že k přepravě soch je třeba řádově méně lidí, než předpokládaly předchozí teorie, podle nichž bylo třeba k přesunu mnohatunových kolosů stovek lidí. Pavel Pavel však předvedl poměrně rychlý způsob vztyčování a přesunu soch pomocí jejich rozkývání. Byl pozván Thorem Heyerdalem na jednu z výprav a při ní se skupinou 16 domorodců a za použití pouze primitivních technologií (pouze lana a páky) v praxi předvedl přesun originální sochy. Experiment byl ovšem ukončen předčasně kvůli poškození základu sochy odštěpováním kamene. Z tohoto důvodu někteří vědci zpochybňují, že sochy byly přemísťovány uvedeným způsobem.[zdroj?]

## Galerie

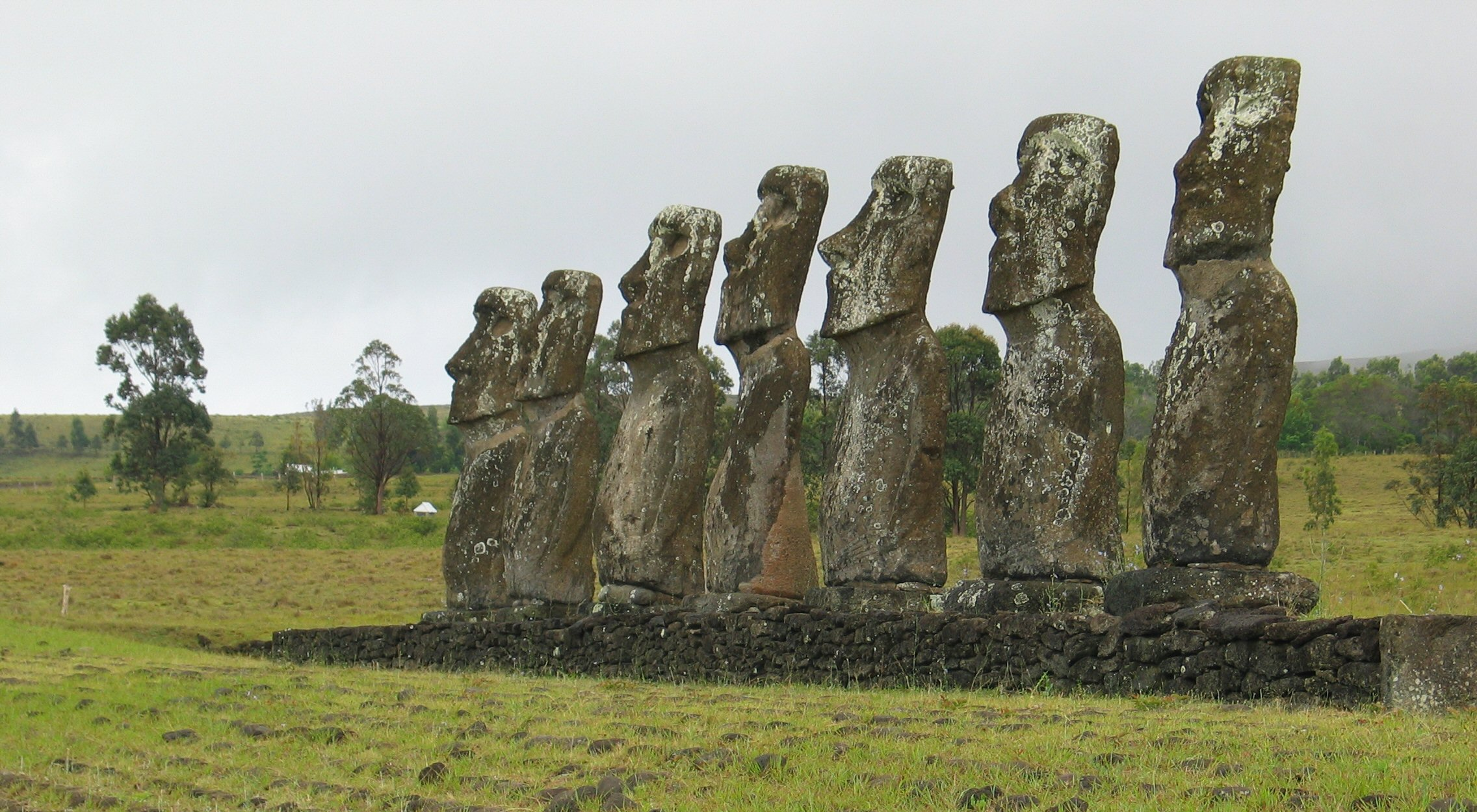
Těchto sedm moai na Ahu Akivi jsou jako jediní tváří k oceánu
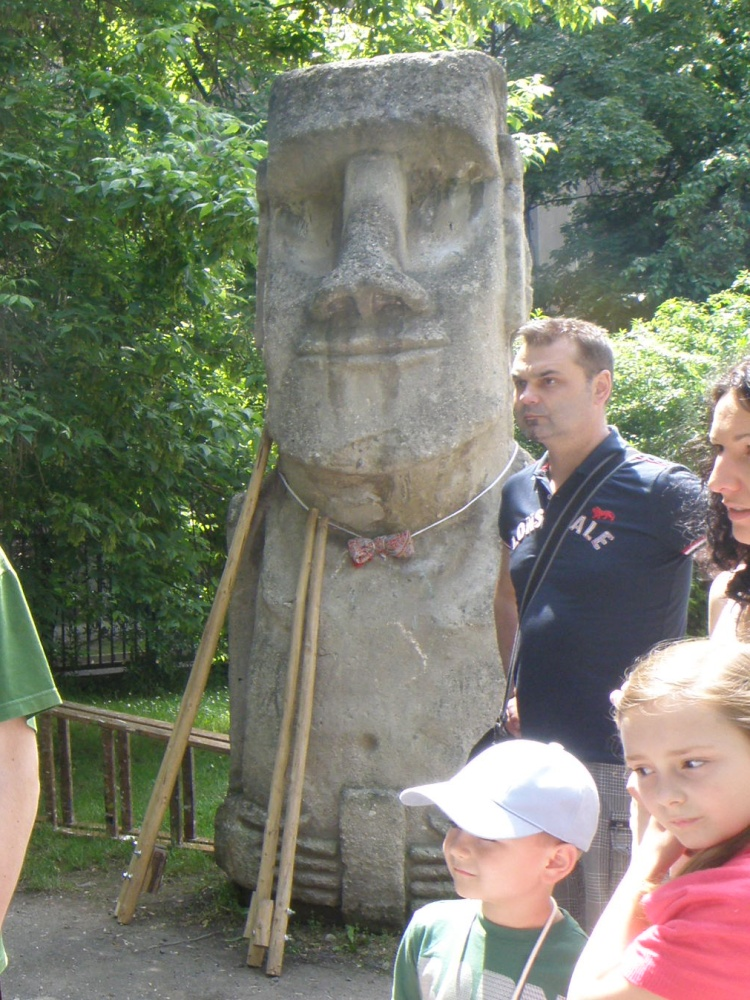
Model sochy Moai od Pavla Pavla na dvoře Domu dětí a mládeže – Vodárenské věže na Letné v Praze-Holešovicích v roce 2013 (od roku 2015 v depozitu kvůli rekonstrukci objektu)
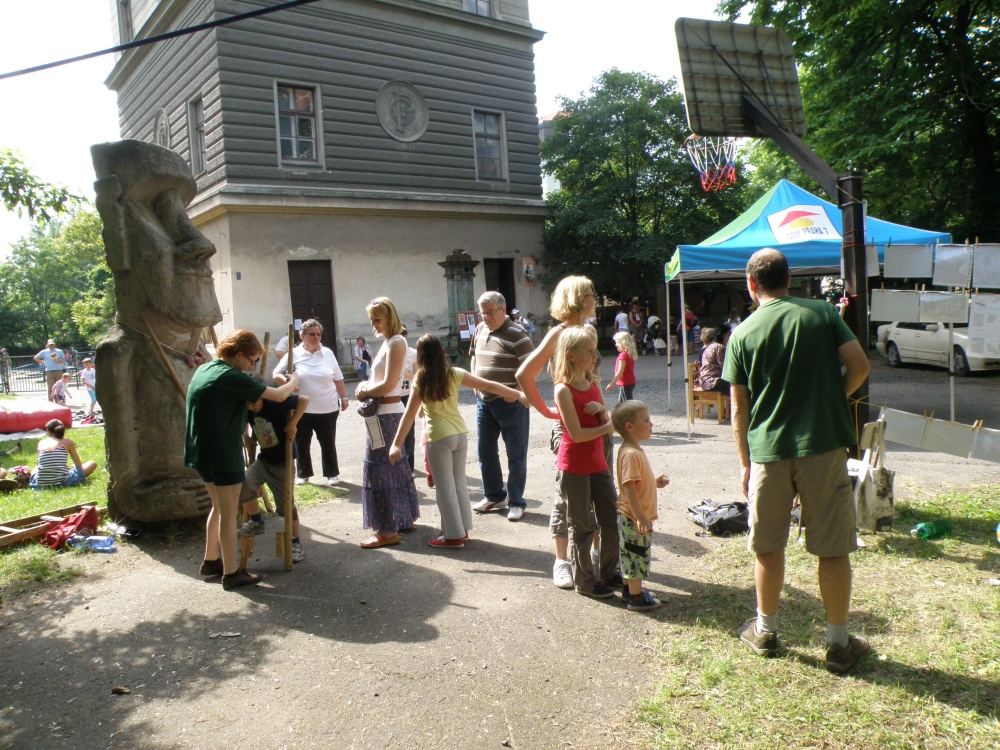
Model sochy Moai od Pavla Pavla na dvoře Domu dětí a mládeže – Vodárenské věže na Letné v Praze-Holešovicích v roce 2013 (od roku 2015 v depozitu kvůli rekonstrukci objektu)
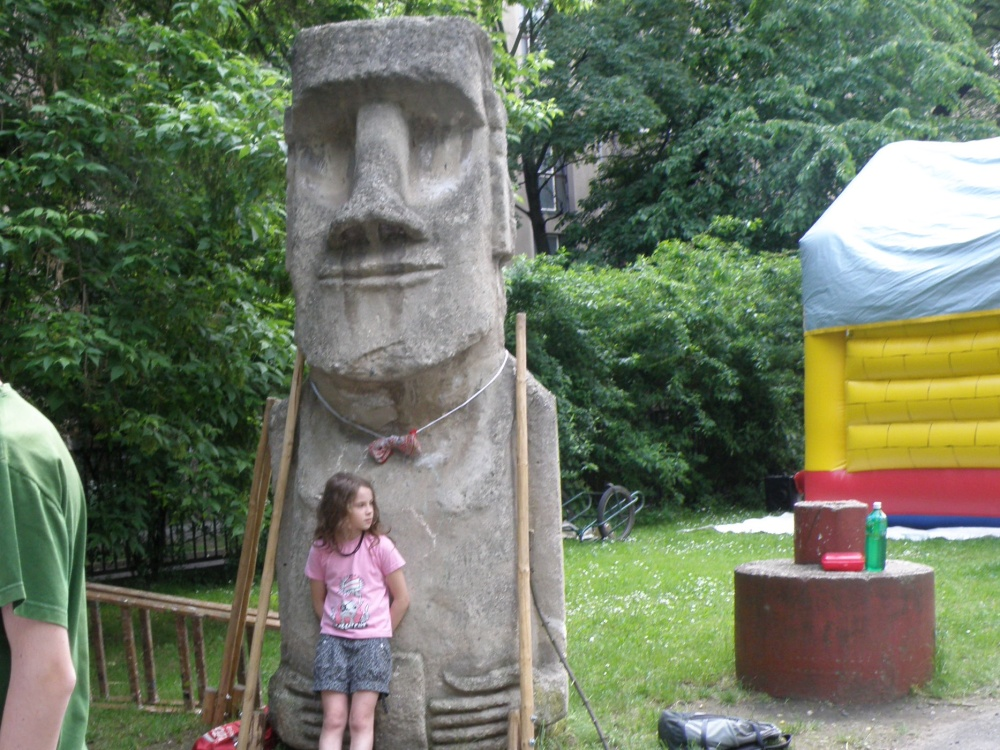
Model sochy Moai včetně klobouku Pukao od Pavla Pavla na dvoře Domu dětí a mládeže – Vodárenské věže na Letné v Praze-Holešovicích v roce 2013 (od roku 2015 v depozitu kvůli rekonstrukci objektu)